# Токарев, Тахир Александрович
Тахир Александрович Токарев (род. 30 июня 2000, Кстово, Россия) — российский самбист и рукопашник, боец смешанных боевых искусств, 3-х кратный чемпион России, чемпион Европы и 2-х кратный чемпион мира по рукопашному бою. Заслуженный мастер спорта России, мастер спорта России, мастер спорта России международного класса.

## Биография
Родился 30 июня 2000 года в российском городе Кстово Нижегородской области. 
С 6 лет начал заниматься тхэквондо. В 2013 году перешёл в рукопашный бой. В 2019 году окончил школу, в 2021 году поступил в ННГУ им. Н. И. Лобачевского. Выступает по ММА в таких спортивных лигах, как Fight Nights Global, Open FC, Ural FC и других.

## Спортивные достижения

#### Взрослые чемпионаты
- Чемпионат России по рукопашному бою (Красноярск, 2018)[10].
- Чемпионат мира по рукопашному бою (Санкт-Петербург, 2019)[3].
- Чемпионат России по рукопашному бою (Орёл, 2019).
- Кубок России по боевому самбо (Кстово, 2020)[11].
- Чемпионат Европы по рукопашному бою (Беларусь, Минск, 2020)[12].
- Чемпионат России по рукопашному бою (Рязань, 2020).
- Чемпионат мира по рукопашному бою (Узбекистан, Ташкент, 2021)[13].
- Чемпионат России по самбо 2021
- Кубок России по самбо 2023
- Кубок мира по боевому самбо (Армения, Ереван, 2024)[2].
- Чемпионат России по самбо 2025
- Чемпионат России по армейскому рукопашному бою (Ноябрьск, 2025)[14].

#### Спортивные звания
- Заслуженный мастер спорта России по рукопашному бою (2022)[5].
- Мастер спорта России по самбо (2020)[6].
- Мастер спорта России международного класса по рукопашному бою (2020)[7].
- Мастер спорта России по рукопашному бою (2018)[15].
- Мастер спорта России по ММА (2022)[4].
- Мастер спорта России по комплексному единоборству[16].